# 哈母登
哈母登（Maxwell McGaughey Hamilton，1896年12月20日—1957年11月12日），美国外交官。
哈母登1918年毕业于华盛顿杰斐逊学院。1920年至1924年间为美国驻华大使馆翻译学生。1924年任美國駐廣州領事館副领事，1926年出任驻上海领事，并兼任会审公廨美国陪审官。1927年起任职于美国国务院远东事务處，1931年任远东事务處助理處長，1937年升任为远东事务處長。1943年赴苏联担任美国驻苏联大使馆公使銜參贊，次年任美国国务卿特别助理。1945年至1947年间为美國駐芬蘭特命全权公使。1949年任盟军远东委员会主席。